# Skisprung-Grand-Prix 1995
Der Skisprung-Grand-Prix 1995 (offizielle Bezeichnung: FIS Grand Prix Skispringen 1995) war eine vom Weltskiverband FIS zwischen dem 19. August 1995 und dem 3. September 1995 ausgetragene Sommer-Wettkampfserie im Skispringen. Der an vier verschiedenen Orten in Europa ausgetragene Grand-Prix bestand aus vier Einzelwettbewerben. Den Sieg in der Gesamtwertung konnte der Österreicher Andreas Goldberger vor dem Japaner Kazuyoshi Funaki und den Finnen Ari-Pekka Nikkola und Mika Laitinen erringen.

## Ergebnisse und Wertungen

### Grand-Prix Übersicht
| Datum             | Austragungsort | Schanze                 | Bemerkung | Sieger             | Zweiter            | Dritter          |
| ----------------- | -------------- | ----------------------- | --------- | ------------------ | ------------------ | ---------------- |
| 19. August 1995   | Kuopio         | Puijo-Schanze K 90      |           | Kazuyoshi Funaki   | Andreas Goldberger | Bruno Reuteler   |
| 20. August 1995   | Trondheim      | Granåsen K 120          |           | Zbyněk Krompolc    | Andreas Goldberger | Rico Meinel      |
| 27. August 1995   | Hinterzarten   | Adler-Skistadion K 95   |           | Andreas Goldberger | Jaroslav Sakala    | Hiroya Saitō     |
| 3. September 1995 | Stams          | Brunnentalschanze K 105 |           | Karl-Heinz Dorner  | Hiroya Saitō       | Kazuyoshi Funaki |

### Wertungen
| Rang | Name                     | Punkte |
| ---- | ------------------------ | ------ |
| 01.  | Andreas Goldberger       | 1007   |
| 02.  | Kazuyoshi Funaki         | 0956   |
| 03.  | Ari-Pekka Nikkola        | 0913   |
|      | Mika Laitinen            | 0913   |
| 05.  | Janne Ahonen             | 0872   |
| 06.  | Zbyněk Krompolc          | 0871   |
| 07.  | Nicolas Jean-Prost       | 0869   |
| 08.  | Rico Meinel              | 0859   |
| 09.  | Karl-Heinz Dorner        | 0833   |
| 10.  | Hansjörg Jäkle           | 0831   |
| 11.  | Hiroya Saitō             | 0830   |
| 12.  | Takanobu Okabe           | 0824   |
| 13.  | Sylvain Freiholz         | 0822   |
| 14.  | Martin Trunz             | 0808   |
| 15.  | František Jež            | 0782   |
| 16.  | Naoki Yasuzaki           | 0777   |
| 17.  | Jaroslav Sakala          | 0770   |
| 18.  | Bruno Reuteler           | 0746   |
| 19.  | Jin’ya Nishikata         | 0741   |
| 20.  | Christof Duffner         | 0740   |
| 21.  | Jani Soininen            | 0727   |
| 22.  | Reinhard Schwarzenberger | 0726   |
| 23.  | Jiří Parma               | 0718   |
| 24.  | Arve Vorvik              | 0711   |
| 25.  | Andreas Widhölzl         | 0683   |
| 26.  | Alexander Herr           | 0654   |
| 27.  | Roberto Cecon            | 0648   |

| Rang | Name              | Punkte |
| ---- | ----------------- | ------ |
| 28.  | Dejan Jekovec     | 0592   |
| 29.  | Matthias Wallner  | 0561   |
| 30.  | Naoto Itō         | 0531   |
| 31.  | Jakub Sucháček    | 0530   |
| 32.  | Tero Koponen      | 0505   |
| 33.  | Gerd Siegmund     | 0495   |
| 34.  | Robert Meglič     | 0491   |
| 35.  | Toni Nieminen     | 0480   |
| 36.  | Stein Henrik Tuff | 0448   |
| 37.  | Yukitaka Fukita   | 0436   |
| 38.  | Marco Steinauer   | 0425   |
| 39.  | Didier Mollard    | 0421   |
| 40.  | Michael Uhrmann   | 0382   |
| 41.  | Lasse Ottesen     | 0366   |
| 42.  | Roar Ljøkelsøy    | 0351   |
| 43.  | Jens Weißflog     | 0339   |
| 44.  | Olli Happonen     | 0301   |
| 45.  | Ivo Pertile       | 0298   |
| 46.  | Jérôme Gay        | 0288   |
| 47.  | Espen Bredesen    | 0282   |
| 48.  | Tero Turkki       | 0280   |
| 49.  | Andrei Werweikin  | 0258   |
| 50.  | Martin Höllwarth  | 0252   |
| 51.  | Vladimír Roško    | 0251   |
| 52.  | Helge Brendryen   | 0242   |
| 53.  | Martin Zimmermann | 0225   |
| 54.  | Marek Donoval     | 0216   |

| Rang | Name               | Punkte |
| ---- | ------------------ | ------ |
| 55.  | Mathias Witter     | 0211   |
| 56.  | Andreas Küttel     | 0207   |
| 57.  | Frode Håre         | 0191   |
| 58.  | Jaka Grosar        | 0189   |
| 59.  | Samo Gostiša       | 0184   |
| 60.  | Kimmo Savolainen   | 0183   |
| 61.  | Janne Väätäinen    | 0170   |
| 62.  | Primož Peterka     | 0140   |
| 63.  | Dionis Vodnev      | 0102   |
| 64.  | Alexander Kolmakow | 0097   |
|      | Alexander Müller   | 0097   |
| 66.  | Adam Małysz        | 0093   |
| 67.  | Gerhard Schallert  | 0090   |
| 68.  | Josef Pirnbacher   | 0089   |
|      | Randy Weber        | 0089   |
| 70.  | Adolf Grugger      | 0088   |
| 71.  | Jure Radelj        | 0086   |
| 72.  | Pawel Gaiduk       | 0085   |
| 73.  | Jaroslav Kahánek   | 0078   |
| 74.  | Sturle Holseter    | 0077   |
| 75.  | Håvard Lie         | 0073   |
| 76.  | Pasi Kytösaho      | 0070   |
| 77.  | Brendan Doran      | 0069   |
| 78.  | Kai Bracht         | 0067   |
| 79.  | Kristian Brenden   | 0066   |
| 80.  | Jarkko Saapunki    | 0046   |
| 81.  | Tami Kiuru         | 0037   |